# 德拉門鎮區 (明尼蘇達州林肯縣)
德拉門鎮區（英語：Drammen Township）是位於美國明尼蘇達州林肯縣的一個行政鎮區，得名自挪威城市德拉门。

## 地方資料
德拉門鎮區的面積為100.21平方千米，當中陸地面積為100.04平方千米，而水域面積為0.17平方千米。根據2020年美國人口普查的數據，當地共有人口119人，而人口密度為每平方千米1.19人。